# پهنه دورگه

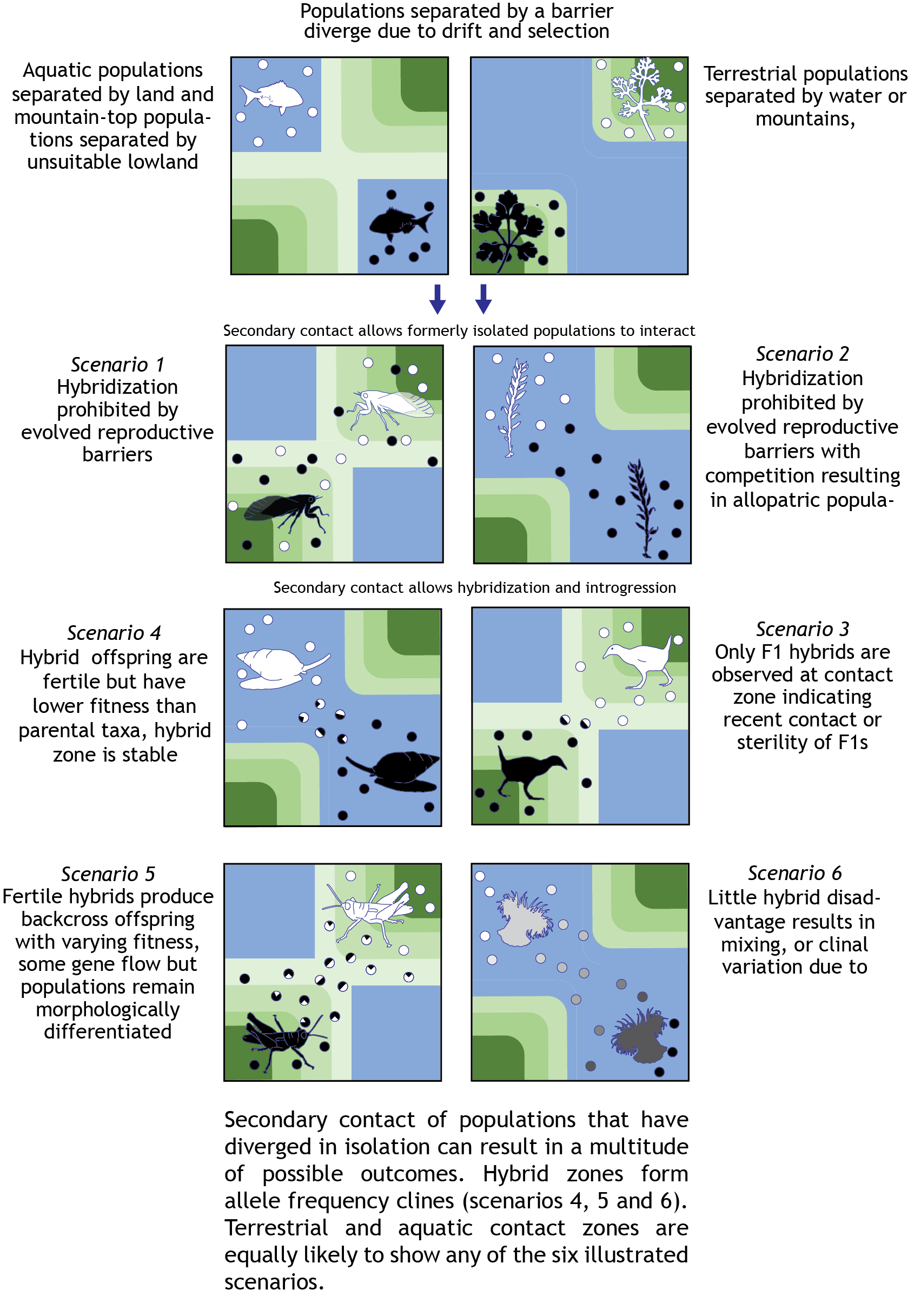
پهنه دورگه می‌تواند از برخورد پسین ایجاد شود

پهنه دورگه‌زایی یا ناحیه دورگه‌زایی یا ناحیه هیبریداسیون (به انگلیسی: Hybrid zone) در جایی به وجود می‌آید که دامنهٔ پراکنش دو گونه که توانایی ایجاد دورگه دارند باهم تداخل کرده و افراد دو گونه باهم آمیزش کنند. ناحیه دورگه می‌تواند در موقعیت تکامل یک دودمان جدید نیز شکل بگیرد اما معمولاً علت به وجود آمدن آن برخورد ثانویه دو جمعیت پس از یک دوره جدایی جغرافیایی است. جدایی که باعث ایجاد تمایز یا گونه‌زایی در آنها شده‌است. ناحیه‌های دورگه برای مطالعه ژنتیک گونه‌زایی بسیار مهم هستند؛ زیرا آنها می‌توانند نمونه‌هایی طبیعی تمایز و (گاهی) شارش ژنی بین جمعیت‌هایی باشند که جدایی تولیدمثلی را نشان می‌دهند.

## مفهوم
پهنهٔ دورگه‌زایی، نواحی هستند که فرزندان دورگهٔ دو تاکسون واگرا شده (گونه‌ها، زیرگونه‌ها یا اشکال ژنتیکی) به وفور در آنجا هستند و یک شیب در ترکیب ژنتیکی جمعیت از یک آرایه به آرایهٔ دیگر وجود دارد. دو (یا بیشتر از دو) گونه تمایزیافته ژنتیکی یا دودمان‌هایی که در تشکیل یک ناحیه دورگه‌زایی شرکت دارند به عنوان شکل‌های والدینی (parental forms) شناخته می‌شوند. معنی دقیق ناحیهٔ هیبرید متفاوت است؛ برخی بر افزایش تنوع شایستگی‌ها در منطقه تأکید دارند، برخی بر متفاوت بودن هویت هیبریدها نسبت به والدین و برخی نیز برخورد ثانویه را مد نظر قرار می‌دهند. گستردگی چنین مناطقی می‌تواند بین ده‌ها یه صدها کیلومتر متفاوت باشد. شکل نواحی (شیب‌ها) می‌تواند ملایم و تدریجی (gradual) یا حالت پله‌ای (stepped) داشته باشد. علاوه بر این، پهنهٔ دورگه‌زایی می‌تواند کوتاه و گذرا یا بلندمدت باشند.
برخی پهنه‌های دورگه‌زایی با مفهوم زیستی گونه تناقض ایجاد می‌کنند، یعنی مفهومی که بر اساس آن، گونه (زیست‌شناسی) به عنوان جمعیتی از افراد شناخته می‌شود که نتیجه تولیدمثل آنها با هم فرزندانی زایا است. بر اساس این تعریف، هر دو شکل والدینی که حداقل کسری از زمان نسلی زایا داشته باشند، به عنوان اعضای یک گونه شناخته می‌شوند. با این حال، اغلب دو جمعیت یا گونه مادری به صورت کاملاً مجزا از هم باقی می‌مانند که با مفهوم جایگزین‌شدهٔ کنونی مطابقت دارد. این مفهوم جدید و جایگزین‌شده، گونه را به عنوان یک آرایه در نظر می‌گیرد که توانسته هویت خود را برخلاف شارش ژن حفظ کند.
شیب پهنه دورگه‌زایی برای هریک از جمعیت‌ها در طول یک جدایی بین دو جمعیت والدینی یا گونه‌ای می‌تواند به وسیله جمع‌آوری فراوانی الل‌های تشخیصی (diagnostic) یا صفات ریختی مشاهده شود. گاهی شیب‌ها یک منحنی s شکل را شکل می‌دهند که می‌تواند بسته به نسبت بقای دورگه‌ها به نوترکیبی ژن‌ها، ناحیه پهن (تدریجی) یا باریک (تند) باشد. نواحی دورگه‌زایی که از یک آرایه به آرایهٔ بعدی هیچ‌یک از مراحل گذار معمول را نشان نمی‌دهند اما شکل‌های والدینی پراکنش لکه‌ای (patchy) و زیرجمعیت‌ها تاریخچه دورگه‌زایی را نشان می‌دهند که به عنوان نواحی دورگه موزاییکی شناخته می‌شوند.

## انواع
نواحی دورگه می‌توانند اولیه یا ثانویه باشند. ناحیهٔ دورگه اولیه جایی رخ می‌دهد که واگرایی بین جمعیت‌های کنار هم از گونه‌ای که قبلاً همگن بوده در حال وقوع است که ممکن است منجر به گونه‌زایی پاراپاتریک شود. زمانی که جمعیت در حال گسترش در دو منطقه مجاور هم است ممکن است ناگهان وارد یک محیط متفاوت شود. طی سازگار شدن با محیط جدید، جمعیت‌های مجاور به حالت پاراپاتریک شروع به واگرایی می‌کنند. نقطه برخورد بین جمعیت قدیمی و جمعیت جدیدتر یک شیب پله‌ای (stepped) فرضی است اما با توجه به پراکنش در طول خط، دورگه‌زایی اتفاق می‌افتد و ناحیهٔ دورگه ایجاد می‌شود. ناحیهٔ دورگه ثانویه از برخورد ثانویه بین دو جمعیتی که در گذشته آلوپاتریک بوده‌اند رخ می‌دهد. در عمل تشخیص برخورد اولیه یا ثانویه با مشاهده یک ناحیهٔ دورگه می‌تواند دشوار باشد. اکثر نواحی دورگه مشخص، به عنوان ثانویه فرض می‌شوند.
یکی از شکل‌های ناحیه دورگه جایی رخ می‌دهد که یک گونه دچار گونه‌زایی آلوپاتریک شده و دو جمعیت جدید توانسته‌اند پس از یک دورهٔ جدایی جغرافیایی، دوباره با هم برخورد کنند؛ لذا دو جمعیت در منطقه برخورد تولیدمثل کرده و دورگه‌هایی دارای مجموعه‌ای از آلل‌های متفاوت برای هر جمعیت ایجاد می‌کنند. بدین ترتیب، ژن‌های جدید از هر سو به ناحیهٔ دورگه‌زایی شارش می‌کنند. ژن‌ها همچنین می‌توانند دوباره در برخورد میان افراد جمعیت دورگه‌ها و افراد جمعیت والدینی (غیرهیبریدی) (تداخل ژنتیکی) به داخل جمعیت‌های جدا شارش یابند. این فرایند منجر به شکل‌گیری یک شیب بین دو فرم خالص در ناحیهٔ دورگه می‌شود. در مرکز چنین شیبی، هیبریزایم‌ها به‌طور رایج پیدا می‌شوند. این‌ها آلل‌هایی هستند که معمولاً در هر دو گونه نادر هستند ولی احتمالاً با توجه به رانش ژنتیکی (genetic draft) روی ژن‌ها در رابطه با شایستگی دورگه‌ها، در جایی که بیشترین دورگه‌ها ایجاد شده‌اند، فراوانی این گونه آلل‌ها حداکثر است.